# 前海车辆段
22°31′55″N 113°54′00″E / 22.532°N 113.900°E
前海车辆段（原称前海湾车辆段）是深圳地铁1號綫的车辆段。车辆段位于深圳市南山区前海灣, 前海深港现代服务业合作区东南角，平南铁路深圳西站西侧。南侧为桂廟路，西侧為桂灣甲級寫字樓群（包括華潤萬象前海、周大福前灣），北侧为规划一环快速通道（南坪快速路）。
车辆段总用地面积48.97万平方米。前海湾车辆段正进行上盖物业开发，将建设为包括住宅、公寓、办公、商业、酒店及配套等在内的大型地铁上盖综合体，计入容积率的总建筑面积达141万平方米。其中保障性住房占总建筑面积的43%，共有12363戶，共计60.2万平方米的保障性住房。该保障性住房（公屋）项目名為龍海家園，是內地第一個地鐵上蓋公屋屋邨，由22栋27～35层高的高座和6栋18～24层高的板楼（低座）组成，建有1所有24班的小学和2个12班幼儿园及部分商业配套（龍海廣場）。南邊是深圳地鐵集團和中信地產合作發展的地產項目「前海時代」，分三期發展。

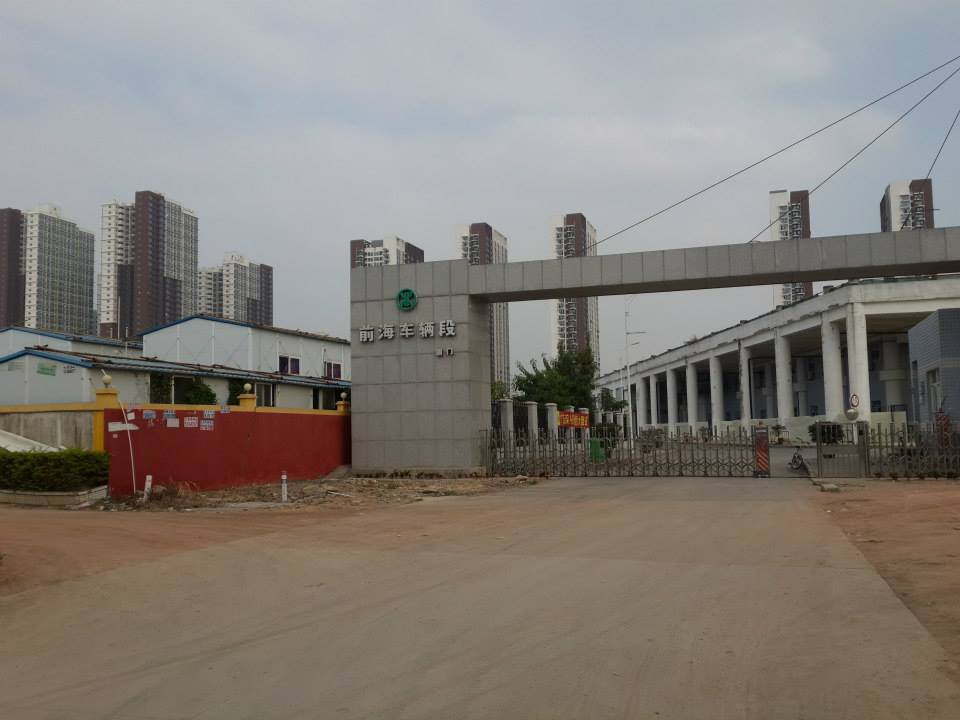
前海车辆段入口
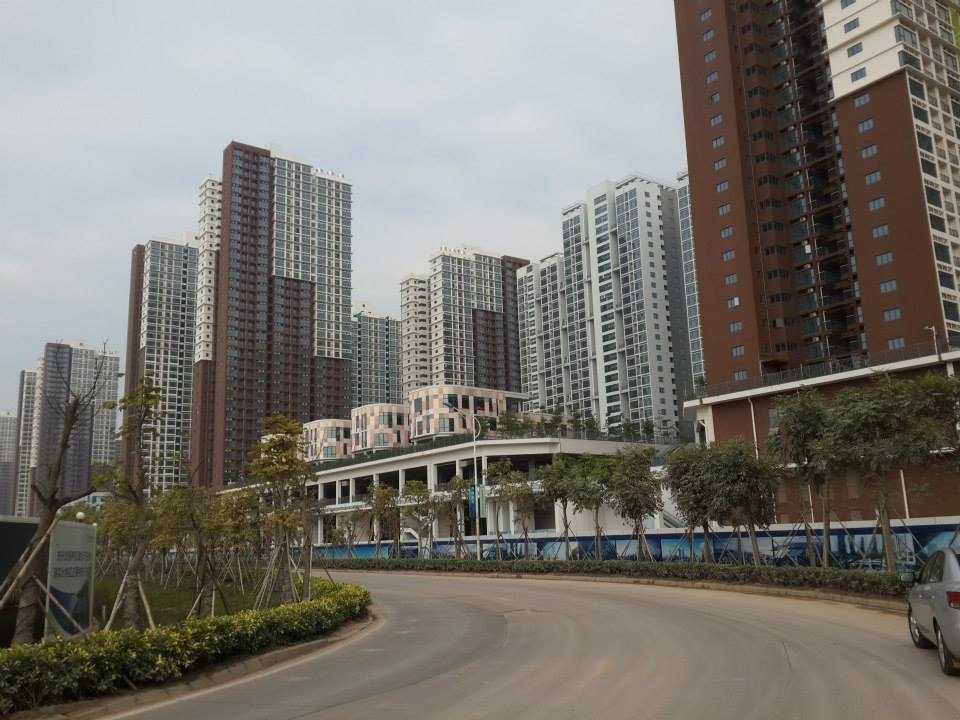
前海車輛段上蓋保障房

前海车辆段不仅承担1號綫部分车辆运用检修和设备维修、物资供应，还承担2號綫、4号线、5號綫、7號線、9號線及11號線的车辆大架修，并预留承担线网内车辆大架修的条件（功能上類似港鐵市區線的九龍灣車廠）。1號綫、2號綫在世界之窗站设有联络线，1号线、4号线在会展中心站设有联络线，1號綫、5號綫在前海湾站设有联络线，2号线、5号线在黄贝岭站和赤灣站设有联络线，2號綫、7號綫在安托山站設有聯絡線，7號綫、9號綫在車公廟站設有聯絡線，9號綫、11號線在紅樹灣南站設有聯絡線。因此，2號綫、4号线、5號綫、7號線、9號線及11號線列车均可經連接1號線新安站及前海灣站八字形出入線，进入前海车辆段进行大架修；其中，除了4号线的讯号系统与1号线相同之外，2、5、7、9、11號線訊號系統與1號線不同，該等列車前往大修時，會以無火回送（由柴油機車牽引進出，列車電源關閉）形式行走。前海车辆段作为线网大架修基地，实现了同一运营主体同种车型大架修检修设施的资源共享。而竹子林车辆段定位为1號綫的定修段。